# Kentrocapros eco
Kentrocapros eco is een straalvinnige vis uit de familie van de doosvissen (Aracanidae). De wetenschappelijke naam van de soort is, als Ostracion eco, voor het eerst geldig gepubliceerd in 1932 door William J. Phillipps, als een nomen novum voor Ostracion hexagonus Phillipps, 1927 non Ostracion hexagonus Thunberg, 1787.

## Type
- holotype: NMNZ P.903
- typelocatie: Pahia, Bay of Islands, Nieuw-Zeeland

## Synoniemen
- Ostracion hexagonus Phillipps, 1927 non Ostracion hexagonus Thunberg, 1787[4]